# Sophie Loubière
Pour les articles homonymes, voir Loubière.
 (février 2025).
Œuvres principales
L'Enfant aux cailloux (2011) 
Cinq cartes brûlées (2020) "Obsolète" (2024)
Sophie Loubière, née le 10 décembre 1966 à Nancy en Lorraine, est une romancière, journaliste et productrice de radio française.
Elle est sociétaire de la SACD et de la Société des gens de lettres (SGDL), et prix SACD Nouveau Talent Radio 1995.

## Biographie
Sophie Loubière suit des études au collège et lycée Georges de la Tour à Nancy. Elle se consacre également au piano et compose. À seize ans, elle fait ses premiers pas d'animatrice et de pigiste sur des radios libres nancéiennes.  
Elle obtient son baccalauréat à l'âge de dix-sept ans et poursuit des études littéraires (Lettres Modernes option Audiovisuel) à la Faculté de Nancy.
À dix-neuf ans, elle est recrutée par Radio France Nancy devenue France Bleu Sud Lorraine. Elle présente un magazine consacré au cinéma et écrit des fictions radiophoniques inspirées de scénarios de films noirs américains des années 1940. Parallèlement, elle joue au sein de la troupe Le théâtre de la Roële dirigée par Patrick Schoenstein.
En 1993, elle remporte le concours imaginé et promu par Roland Dhordain « Les enfants d'Inter » et est engagée par France Inter sur la grille d'été. Remarquée par Jacques Santamaria, alors directeur des Ateliers de Création de Radio France, elle se voit confier l’écriture de dramatiques lues par le cinéaste Claude Chabrol pour lesquelles elle remporte le prix SACD Nouveau Talent Radio en 1995. Elle commence alors une véritable carrière à la radio.
Dans Cinéfilms, une émission produite et animée par André Asséo pour France Inter 1996 - 2000, elle chronique des musiques de film.
À la fin des années 1990, Sophie Loubière coécrit deux feuilletons radiophoniques de cent épisodes Le Secret du coffre rouge et cinquante épisodes Le Mystère Mornefange avec l'auteur de bande dessinée Didier Savard. Elle écrit des fictions pour l'émission de Patrick Liegibel,,[source insuffisante] consacrée aux dramatiques radiophoniques Nuits noires, Nuits Blanches diffusée sur France Inter. Elle se voit confier par Yves Laplume la direction d'une collection "Les petits polars de Sophie". Elle chronique pour France Culture et y réalise différents portraits de compositeurs, comme Gabriel Yared, Philippe Sarde, Nicola Piovani ou Antoine Duhamel. Elle participe aux émissions thématiques Chemins de la musique et Surpris par la nuit.
Sur les ondes de France Inter en 2005, elle anime l'émission consacrée aux médias Inter Media avec Ivan Levaï. De 2000 à 2005 elle anime sur la grille d'été, Dernier parking avant la plage puis Parking de nuit le vendredi de 21 h à 22 h 2006 - 2010.
Sur France Info elle chronique le dimanche des « polars » de 2006 à 2010.
En 2010, elle décide de se consacrer à son œuvre de romancière : en avril 2011 sort, au Fleuve noir, L'Enfant aux cailloux, un roman noir inspiré par sa propre mère lequel remporte cinq prix littéraires et un beau succès en librairie. Traduit en langue anglaise, The stone boy connaît une carrière internationale : USA, Irlande, Écosse, il est acclamé au Royaume-Uni et salué par la critique.
Sophie Loubière a aussi chroniqué pour Canal+, Mezzo, Cuisine.tv, ainsi que pour les magazines Rolling Stone, Synopsis, Ciné Live et Musique Info Hebdo.
L’une de ses dramatiques Compartiment 12 a fait l’objet d’une adaptation théâtrale au Festival Off d’Avignon 1999.
Sophie Loubière est élue Administratrice Radio à la SACD de 2014 à 2017.
Elle reçoit le Prix Landerneau Polar en 2020 pour Cinq cartes brûlées, « un thriller glaçant écrit à partir de faits réels, sur la manipulation, l'humiliation et les violences faites aux femmes ».
En 2024 est publié son roman Obsolète, un « polar dystopique », finaliste du grand Prix Polar des Lectrices ELLE Pour Télérama, « En 2224, la surpopulation féminine menace la survie de l’espèce. Aussi, après cinquante ans, chaque femme est « retirée » de son foyer et remplacée par une autre, plus jeune et fertile. [...] Un roman noir d’anticipation imaginatif, malin et engagé, sans être ostensiblement militant pour autant ».

## Engagements
En 2012, elle fait partie des 50 auteurs de polar signataires de la lettre de soutien au Front de gauche à l'élection présidentielle.
En 2015, elle est signataire de la lettre de Nicolas Hulot aux chefs d’État les appelant à " relever le défi climatique".
De 2014 à 2017, administratrice Radio à la SACD, elle défend les auteurs de fictions radiophoniques et s'attache à la promotion et la création de leurs oeuvres.
En 2020, elle est candidate aux municipales de Gagny sur la liste Ensemble pour Gagny face à une liste LR et une Liste d'union de la gauche.[réf. souhaitée]

## Œuvres

### Romans
- La Petite Fille aux oubliettes, Baleine, coll. « Le Poulpe », 2000
- Petits Polars à l'usage des grands, J'ai lu, coll. « Librio noir », 2000 Recueil de nouvelles illustré par Lefred Thouron.
- Je ne suis pas raisonnable, Balland, 2001
- Éléphanfare, Albin Michel Jeunesse, coll. « Humour en mots pour petits », 2003Avec des illustrations d’Olivier Latyk
- Dernier Parking avant la plage, Les Belles Lettres, coll. « Le Cabinet noir », 2003Réédition Gallimard, coll. « Folio policier », 2004
- Pour en finir avec les hommes (et la choucroute), Balland, coll. « Littérature française », 2004
- Petit Atelier de bricolage... de plage, Ginkgo, 2008
- Dans l'œil noir du corbeau, Le Cherche midi, 2009Réédition Pocket, 2014
- L'Enfant aux cailloux, Fleuve noir, 2011Réédition Pocket, 2013
- Black Coffee, Fleuve noir, 2013Réédition Pocket, 2016
- À la mesure de nos silences, Fleuve noir, 2015
- White Coffee, Fleuve noir, 2016 Réédition Pocket, 2017
- Cinq cartes brûlées[16], Fleuve noir, 2020 - Prix Landerneau Polar 2020[9] Prix des lecteurs Festival Thrillers Gujan-Mestras 2020 Prix Infiniment Quiberon Littérature Noire 2020
- De cendres et de larmes, Fleuve noir (2021)
- Obsolète[10], Belfond (2024) Réédition Pocket 2025

### Nouvelles
- Les gens du show-business ne savent jamais à quelle heure ils vont se coucher, 2002Publié dans le recueil Noir scénar, Manitoba, coll. « Le Grand Cabinet noir », 2002
- La Géométrie de l'invisible, 2004Publié dans le recueil Le Dernier Homme, Les Belles Lettres, coll. « Le Cabinet noir », 2004
- La Réunion suivie de De façon accidentelle et Compartiment 12, 12-21, 2012
- Zones de fracture,  Publié dans le recueil écouter le noir, 2019
- Un, deux, trois... soleil, dans La Nouvelle du lendemain, anthologie numérique organisée pendant le confinement par la Ligue de l’Imaginaire, le festival Lisle noir et Cultura, 04/2020[17]
- Un accident est si vite arrivé. 22 nouvelles courtes et percutantes, chez Pocket Juin 2020
- Respirer la mort, dans Respirer le noir, anthologie sous la direction d'Yvan Fauth. Paris : Belfond, 05/2022, p. 23-45.  (ISBN 978-2-7144-9591-4)

### Autres ouvrages
- 100 compositeurs de bandes originales de film, MBC, 2002Écrit avec Stéphane Lerouge et Alain Pierron.
- Une minute de silence, Dark Side, 2025. Livre consacré à la vie de Jean-Marie Demange et à la minute de silence observée à l'Assemblée nationale le 17 novembre 2008, à la suite de son meurtre-suicide[18].

### Collectifs
- L’Enfance, c’est… / par 120 auteurs ; textes illustrés par Jack Koch ; préf. Aurélie Valognes. Paris : Le Livre de poche, novembre 2020.  (ISBN 978-2-253-08202-6)
- Cinq bougies pour un Fleuve, Anne-Laure Bondoux, Hervé Commère, Sophie Loubière, Charlye Ménétrier McGrath, 12-21, 41p, 2019,  (ISBN 9782823875263)
- 7 bougies pour un Fleuve, Anne-Laure Bondoux, Hervé Commère, Susi Fox, Sophie Loubière, Charlye Ménétrier McGrath, Anne B. Ragde, Ruth Ware, Univers Poche, 61p, 2020,  (ISBN 9782823875287)
- Des mots par la fenêtre- 2020

## Émissions de radio
- France Inter : Parking de nuit, Dernier parking avant la plage, Cinefilms, Musical Ecran, Abricot & pamplemousse, Inter Media, Confidences à la carte, La belle équipe
- France Info : Info polar, Chroniques

## Prix et distinctions
- prix SACD Nouveau Talent Radio 1995[réf. souhaitée]
- Prix Landerneau Polar 2020 pour Cinq cartes brûlées[9]